# غابرييل غوميز
جبريل إنريكي غوميز (بالإسبانية: Gabriel Enrique Gómez) (و. 1984  م) هو لاعب كرة قدم، من بنما، ولد في مدينة بنما، شارك في كأس العالم لكرة القدم 2018، يلعب كلاعب وسط.

## روابط خارجية
- غابرييل غوميز على موقع الاتحاد الدولي (مؤرشف)  (الإنجليزية)
- غابرييل غوميز على موقع الدوري الأمريكي (الإنجليزية)
- غابرييل غوميز على موقع إي إس بي إن إف سي (الإنجليزية)
- غابرييل غوميز على موقع قاعدة بيانات كرة القدم.إي يو (الإنجليزية)
- غابرييل غوميز على موقع ناشيونال فوتبول تيمز (الإنجليزية)
- غابرييل غوميز على موقع Soccerbase.com (لاعب) (الإنجليزية)
- غابرييل غوميز على موقع Soccerway.com (الإنجليزية)
- غابرييل غوميز على موقع عالم كرة القدم.نت (الإنجليزية)
- غابرييل غوميز على موقع AS.com (الإسبانية)